# Caingangia flavokolos
Caingangia flavokolos är en stekelart som beskrevs av Marsh 1993. Caingangia flavokolos ingår i släktet Caingangia och familjen bracksteklar. Inga underarter finns listade.